# محمد أبو بكر باخشب
الشيخ محمد أبو بكر باخشب باشا، من رجال الأعمال الحضارمة المشهورين. بدأ تجارته في أرتريا وكان يملك اسطولا بحريا ثم نقل تجارته إلى جدة في بداية عهد الملك عبد العزيز.وقدم خدمات نقل الحجاج وادخل السيارات وكان على وشك امتلاك أسطول طائرات لكن قام الملك عبد العزيز بشرائها وتحفظ جلاله على ان تكون شركة الطيران حكومية وقد ساهم في بناء جامعة جدة الأهلية التي عرفت فيما بعد بـجامعة الملك عبد العزيز بعد أن تحولت إلى جامعة حكومية.